# 西宮正明
西宮 正明（にしみや まさあき、1933年 - ）は、日本の写真家である。名古屋学芸大学・メディア造形学部元学科長。

## 経歴
日本広告写真家協会（APA）元会長、2020年時点で同協会の顧問を勤める。
1954年　日本広告美術学校でグラフィックデザインを学び、外資系企業デザイナーとなる。1956年　ファッション系報道より広告写真に移行し、フリーランスとなる。1960年　映像全般の制作会社ニシミヤ・クリエイト設立。
1993年　武蔵野美術大学映像学科非常勤講師。2004年　中国映画協会 放送映画コンテンツコンクール審査委員長を務める。
1960年代から、モノクローム・フィルムの増感現像による粗粒子表現に魅せられる。印画紙にプリントされたフィルムの粒子、その存在の豊かさや美しさにを生かした写真作品を制作する。
また90年代後半から1億5千万画素というスキャナー式のハイエンド・デジタルカメラを使いはじめて、その表現の可能性に気づく。
デジタルカメラで複写してプリントアウトした時の、フィルムのざらざらの粒子のシャープさ、大きく拡大した時のフォルムの個性を生かし、デジタルカメラでの生活を本格的に開始し、多くの作品を残した。

## 著書
- THE EGG - 西宮正明写真原点 (1989)　六耀社
- 散文詩アートの木（2000）　愛育社
- 交響詩 - 玉野勢三の彫刻: 西宮正明写真集（2002） 光村推古書院
- Females - 加藤豊彫刻作品 西宮正明写真集（2003） 光村推古書院